# Вжесня (гміна)
Гміна Вжесня (пол. Gmina Września) — місько-сільська гміна у північно-західній Польщі. Належить до Вжесінського повіту Великопольського воєводства.
Станом на 31 грудня 2011 у гміні проживало 45362 особи.

## Територія
Згідно з даними за 2007 рік площа гміни становила 221.84 км², у тому числі:
- орні землі: 82.00%
- ліси: 8.00%

Таким чином, площа гміни становить 31.50% площі повіту.

## Населення
Станом на 31 грудня 2011:
| Опис     | Загалом | Загалом | Чоловіки | Чоловіки | Жінки | Жінки |
| -------- | ------- | ------- | -------- | -------- | ----- | ----- |
| одиниця  | осіб    | %       | осіб     | %        | осіб  | %     |
| все      | 45362   | 100     | 22032    | 48.57    | 23330 | 51.43 |
| міське   | 29514   | 100     | 14105    | 47.79    | 15409 | 52.21 |
| сільське | 15848   | 100     | 7927     | 50.02    | 7921  | 49.98 |

## Сусідні гміни
Гміна Вжесня межує з такими гмінами: Вітково, Доміново, Колачково, Мілослав, Некля, Неханово, Стшалково, Чернеєво.